# 羅卡薩利斯
29°17′S 51°52′W / 29.283°S 51.867°W

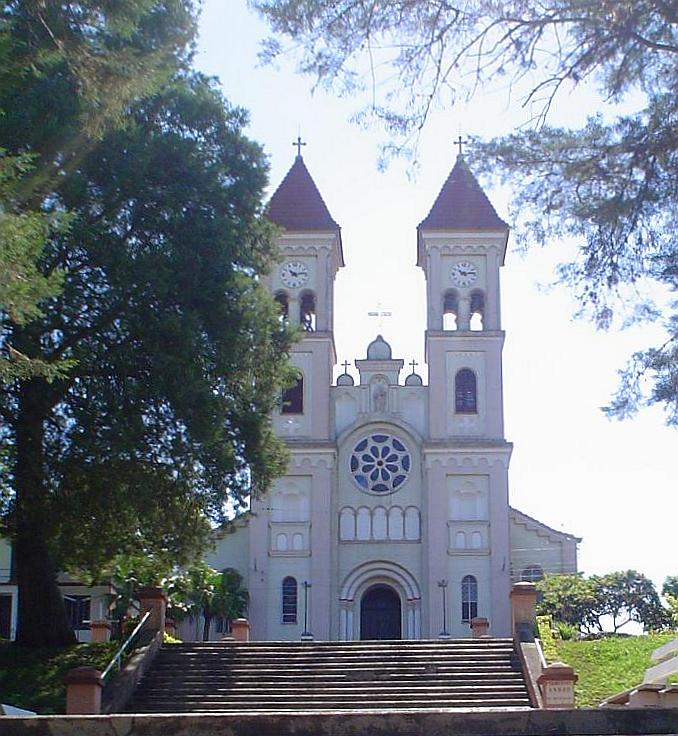
羅卡薩利斯

羅卡薩利斯（葡萄牙語：Roca Sales）是巴西的城鎮，位於該國南部，由南里奧格蘭德州負責管轄，始建於1954年12月18日，面積208平方公里，海拔高度60米，2010年人口10,287，人口密度每平方公里49.34人。